# Гереда
Гереда (фр. Guéréda) — город и супрефектура в Чаде, расположенный на территории региона Вади-Фера. Административный центр департамента Дар-Тама.

## География
Город находится в восточной части Чада, у западного подножия плато Марди, на расстоянии приблизительно 796 километров к востоку-северо-востоку (ENE) от столицы страны Нджамены. Абсолютная высота — 1020 метров над уровнем моря.

## Население
По данным официальной переписи 2009 года численность населения Гереды составляла 94 912 человек (45 858 мужчин и 49 054 женщины). Население города по возрастному диапазону распределилось следующим образом: 52,2 % — жители младше 15 лет, 41,7 % — между 15 и 59 годами и 6,1 % — в возрасте 60 лет и старше.

## Транспорт
В окрестностях города расположен одноимённый аэропорт.